# Nunatta Qitornai
O Nunatta Qitornai (dinamarquês: Vort lands efterkommere; literalmente Os futuros groenlandeses) é um partido independentista da  Groenlândia, que advoga a independência imediata do país, face ao Reino da Dinamarca.

Foi fundado em 2017, por Vittus Qujaukitsoq, um dissidente do partido Avante
(Siumut).

## Resultados eleitorais
Nas eleições regionais em 2018, o partido recebeu 3,4 % dos votos da Groenlândia tendo ganho 1 lugar no Parlamento da Groenlândia.